# Barent Fabritius
Barent Fabritius też Bernard Fabricius (ochrz. 16 listopada 1624 w Middenbeemster, poch. 20 października 1673 w Amsterdamie) – holenderski malarz okresu baroku, brat Carela Fabritiusa, uczeń Rembrandt.

## Życiorys
Uczył się u swego ojca Pietera Fabritiusa ciesielstwa i malarstwa. W latach 1645–1650 był uczniem Rembrandta. Działał w Amsterdamie i krótko w Deltcie. Od 1656 przebywał w Lejdzie, gdzie w 1658 został członkiem gildii św. Łukasza.
Malował głównie portrety, sceny rodzajowe i obrazy o treści religijnej. Stosował ostro skontrastowany światłocień, nadający dramaturgii jego obrazom. Początkowo tworzył pod wpływem Rembrandta, później inspirował się stylem brata Carela.

## Wybrane dzieła
- Autoportret (1654–1656) – Wiedeń. Akademie der Bildenden Kuenste
- Dziewczyna skubiąca kaczkę – Dallas, Museum of Arts
- Hagar i Izmael żegnają Abrahama (1658) – Nowy Jork, Metropolitan Museum of Art
- Piastunka – Rotterdam, Museum Boymans-van Beuningen
- Piotr w domu centuriona Korneliusza (1653) – Brunszwik, Herzog Anton Urlich-Museum
- Pokłon pasterzy (1667) – Londyn, National Gallery
- Rut i Boaz (1660) – St. Petersburg, Ermitaż
- Satyr wśród chłopów (1662) – Bergamo, Accademia Carrara
- Sprawiony wieprz (1656) – Berlin, Gemaeldegalerie
- Syn marnotrawny – Amsterdam, Rijksmuseum
- Uczeń w pracowni malarskiej (1655–1660) – Paryż, Luwr
- Portret Willema van der Helma z żoną i synem (1656) – Amsterdam, Rijksmuseum
- Wygnanie Hagar i Izmaela (ok. 1650) – San Francisco, Fine Arts Museums

## Galeria

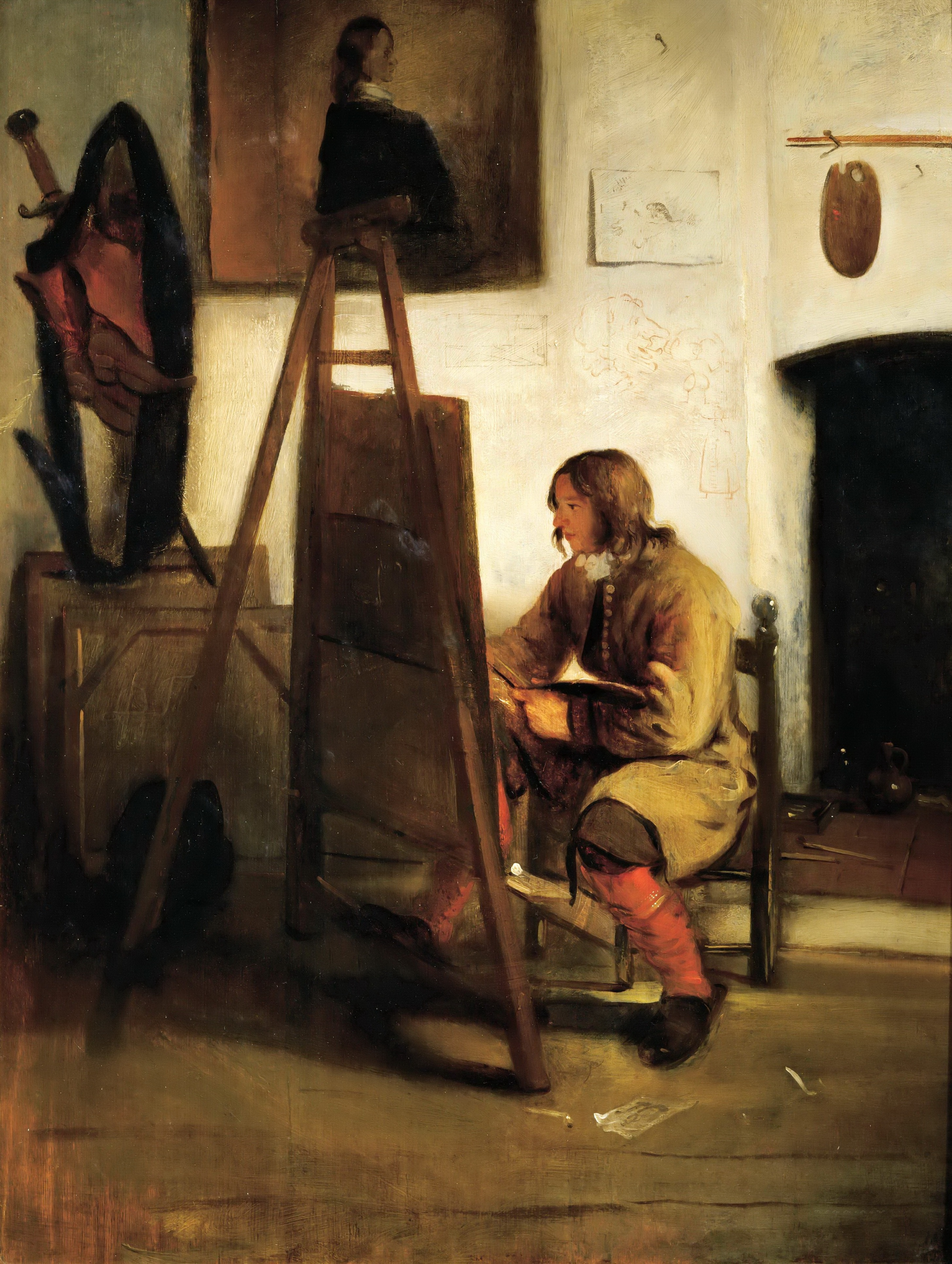
Uczeń w pracowni malarskiej
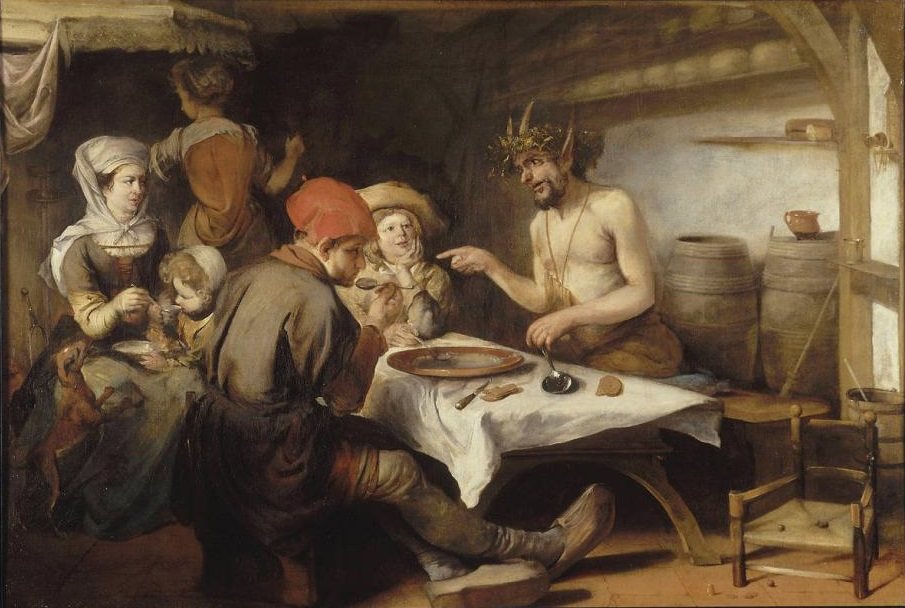
Satyr
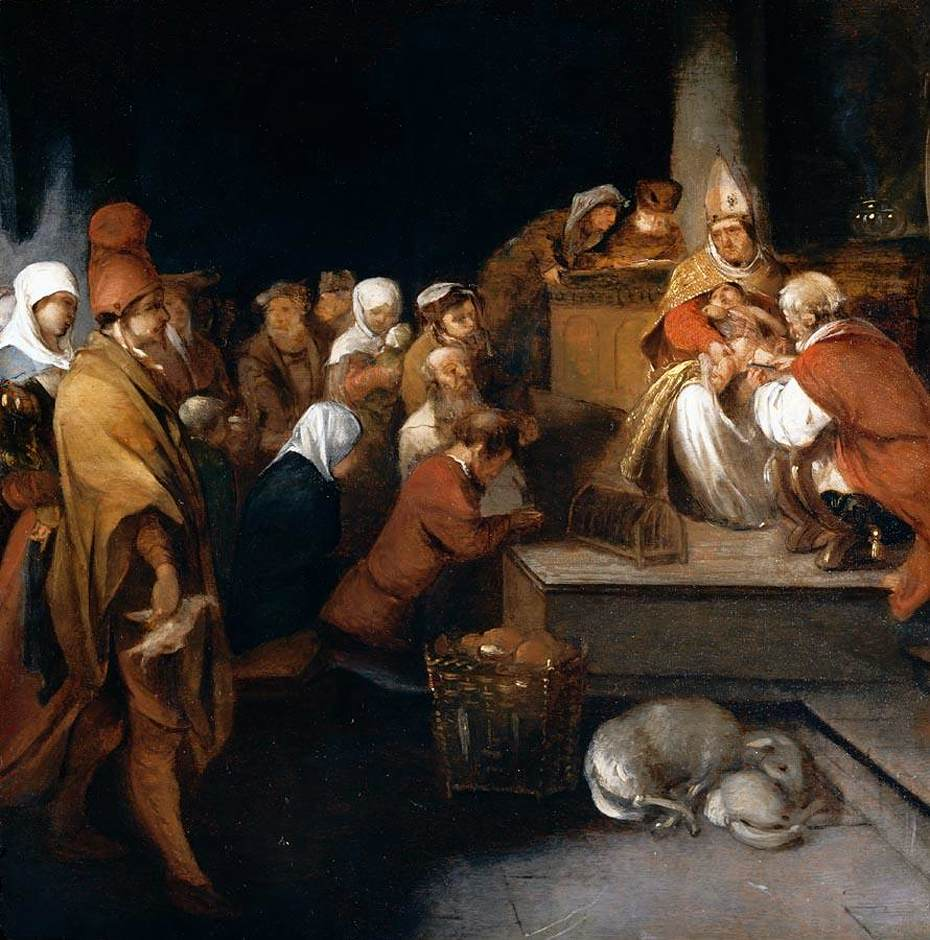
Obrzezanie
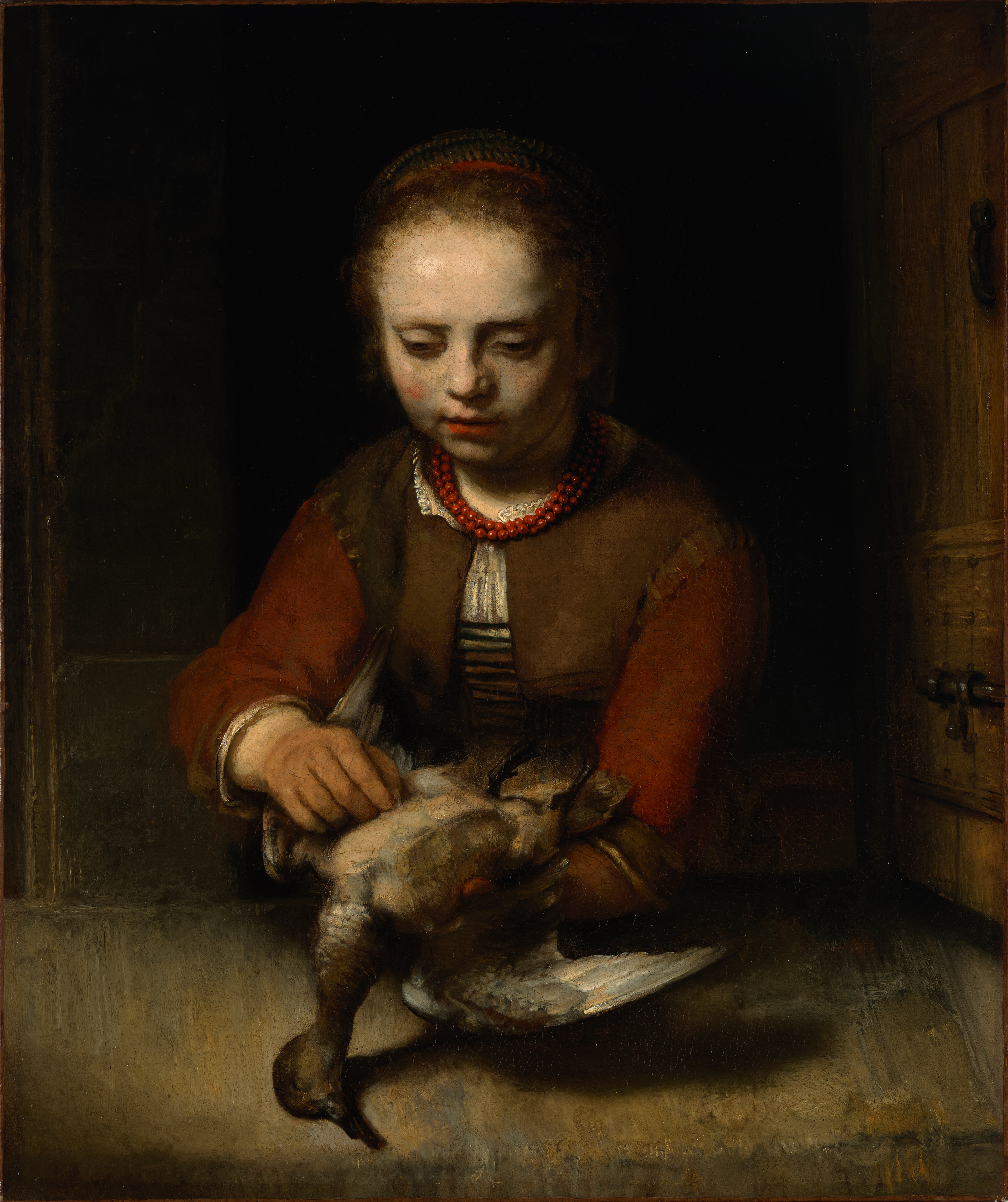
Dziewczyna skubiąca kaczkę
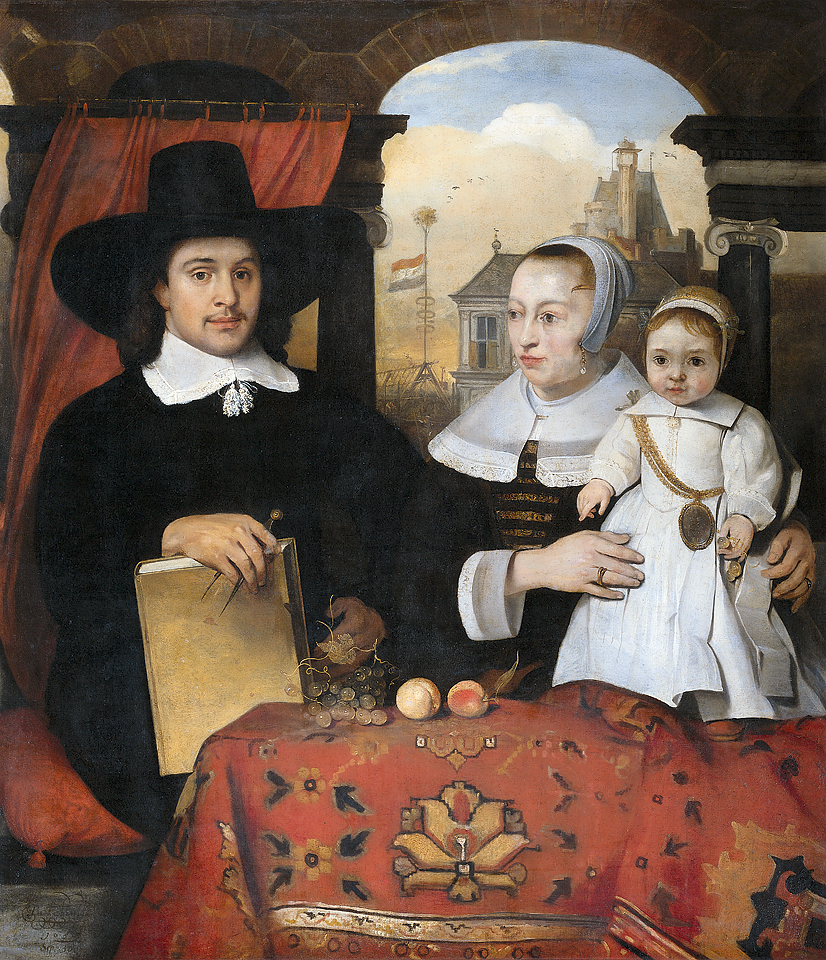
Portret Willema van der Helma z żoną i synem
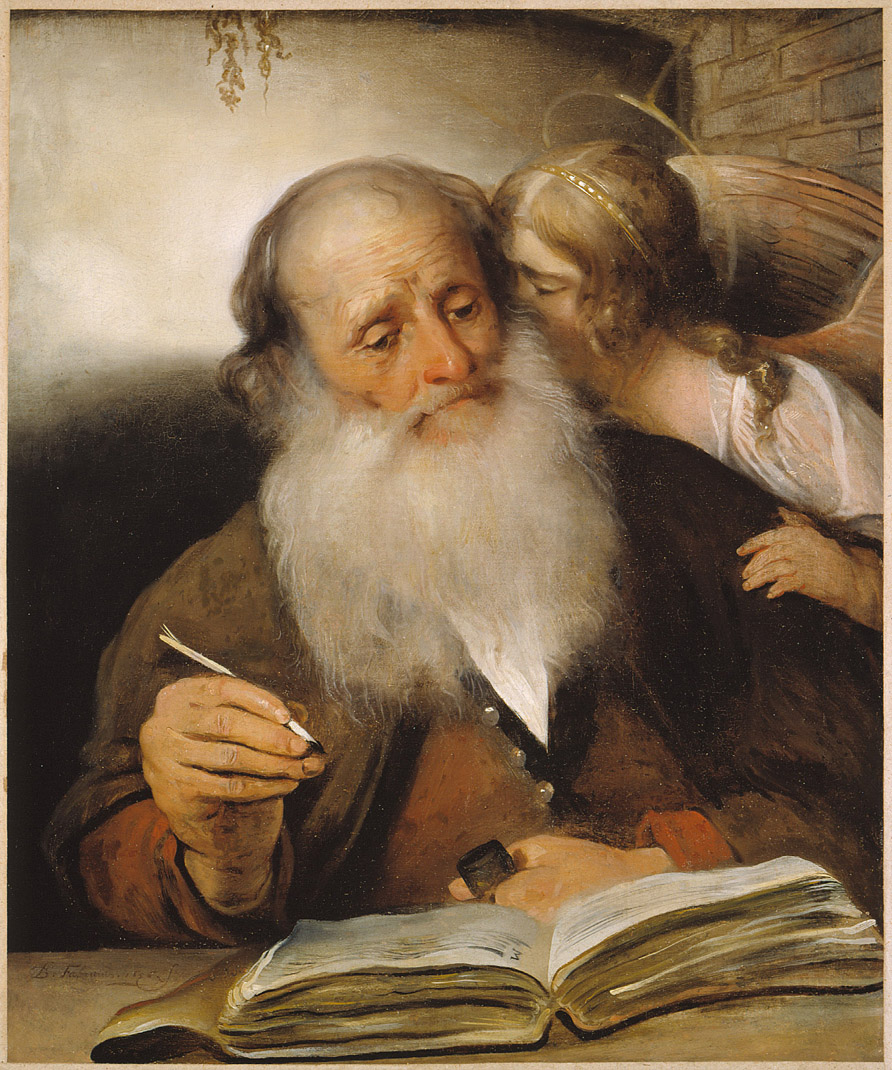
Św. Mateusz i Anioł
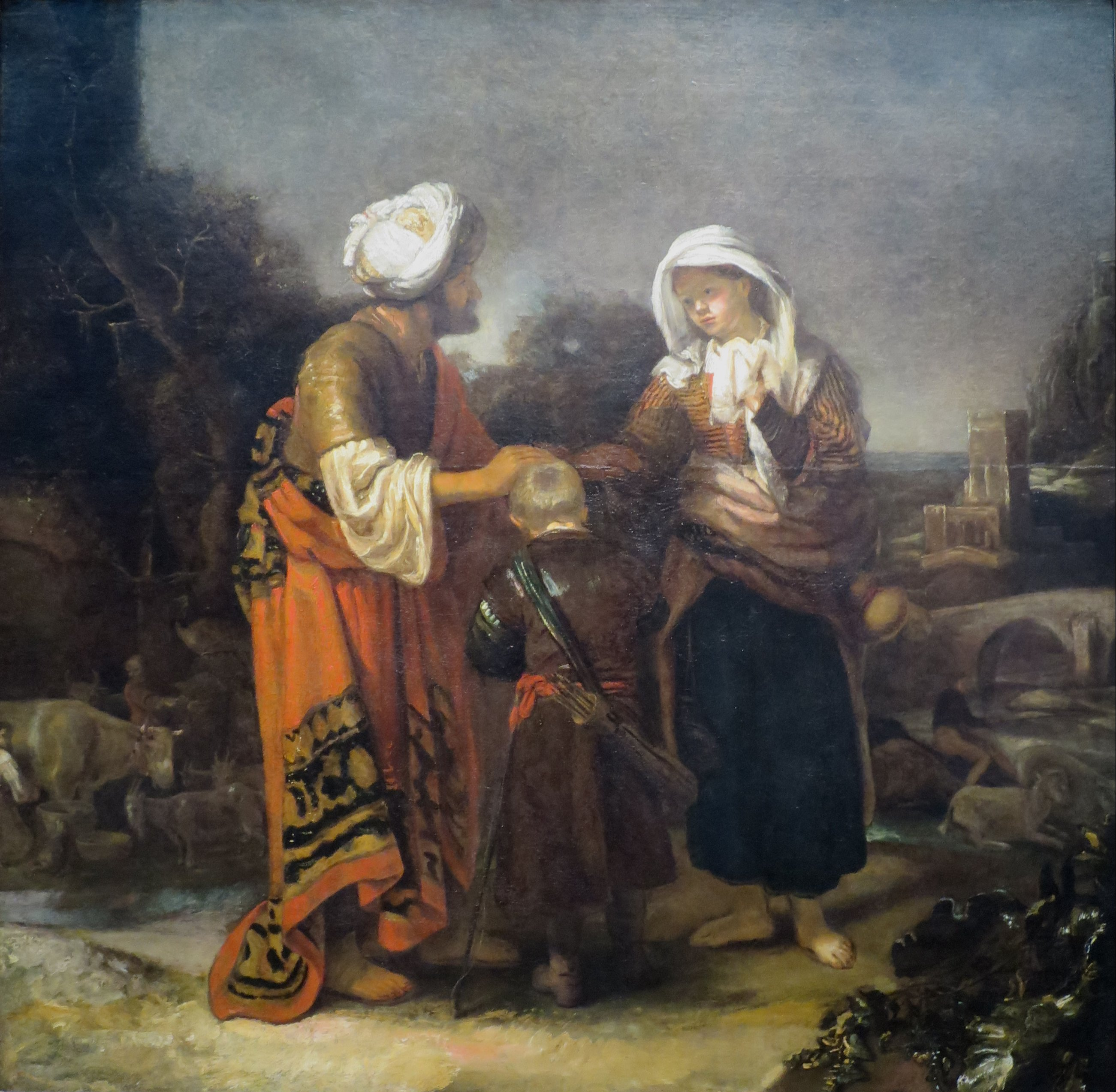
Hagar i Izmael żegnają Abrahama